# 四手井綱英
四手井 綱英（しでい つなひで、1911年11月30日 - 2009年11月26日）は、日本の森林生態学者。京都大学名誉教授。京都府立大学名誉教授。京都府生まれ。
里山概念の普及に大きな影響を与えた人物であり、関連する数多くの著書を出している。また、京大山岳部出身で、京都大学学士山岳会での京大ヒマラヤ遠征隊の裏方を長らく務めた。また、京大教授時代は「探検部」の顧問も務めた。

## 略歴
- 京都一中、三高を経て、
- 1937年 京都帝国大学農学部林学科卒業
- 1937年5月 山林局（現：林野庁）秋田営林局本荘営林署嘱託
- 1937年8月 山林局秋田営林局造林課勤務
- 農林省山林局（本省）勤務
- 1946年12月 国立林業試験場雪害研究室長兼釜淵分場長
- 1954年12月 京都大学農学部林学科教授（林学第三講座 1963年 森林生態学講座に改称）
- 1975年4月 京都大学名誉教授
- 1976年 日本モンキーセンター所長
- 1980年9月 京都府立大学学長（1986年8月まで）
- 1986年
  - 9月 京都府立大学名誉教授
- 11月 勲二等瑞宝章受章
- 1998年 南方熊楠賞受賞[1]
- 2009年11月26日 肺炎のため死去。97歳没。叙正四位。

## 著書

### 単著
- 『林分密度の問題』 日本林業技術協会 1956年 全国書誌番号:56008839、NCID BB03704011。
- 『造林技術のあり方 : 拡大造林計画を批判して』日本林業技術協会 1958年 全国書誌番号:58012993、NCID BB03705998。
- 『アカマツ林の造成 : 基礎と実際』地球出版 1963年 全国書誌番号:63003316、NCID BN09261086。
- 『森林保育と生態』四手井綱英著,林業教育研究会編 農林出版 1967年 全国書誌番号:21124715、NCID BN15184762。
- 『生態学講座 35 a（生態系の保護と管理 森林）』共立出版 1973年 全国書誌番号:69017782、NCID BN01454370。
- 『森林の価値』共立出版 1973年 全国書誌番号:69003717、NCID BN01362793。
- 『もりやはやし 日本森林誌』中央公論社 1974年 全国書誌番号:69000668、NCID BN03423877。ちくま学芸文庫　2009年 ISBN 978-4480092168。
- 『自然保護・森林・森林生態』農林出版 1974年 全国書誌番号:69000818、NCID BN03406404。
- 『日本の森林 国有林を荒廃させるもの』中公新書 1974年 全国書誌番号:70000379、NCID BN01481908。（復刻版、中央公論新社、1999年 ISBN 4121703626）
- 『進路の助言農学部 : ナチュラリストを志す若人へ』文研出版 1975年 全国書誌番号:20549168、NCID BB14606954。
- 『山と森の人々』中公新書、1975年 全国書誌番号:70004936、NCID BN00364261。
- 『森の生態学 森林はいかにして生ているか』講談社ブルーバックス 1976年 全国書誌番号:69002926、NCID BN01792952。
- 『山と森と人生と』スキージャーナル 1978年 全国書誌番号:78021583、NCID BN08530069。
- 『森林 ものと人間の文化史』法政大学出版局、1985年 全国書誌番号:85035335、NCID BN00384451。
- 『言い残したい森の話』人文書院、1993年10月 ISBN 4409240447
- 『森に学ぶ エコロジーから自然保護へ』海鳴社、1993年 ISBN 4875251548
- 『森林2 ものと人間の文化史』法政大学出版局、1998年 ISBN 4588205323
- 『森林3 ものと人間の文化史』法政大学出版局、2000年 ISBN 4588205331
- 『森林はモリやハヤシではない―私の森林論』（ナカニシヤ出版、2006年5月）ISBN 4779500710

### 共編著
- 『林業実験実習書』（岡崎文彬共編 朝倉書店 1956年）全国書誌番号:56012853、NCID BN09211929。
- 『松と人生』（佐野宗一共編 明玄書房 1973年）全国書誌番号:69000686、NCID BN09211929。
- 『きのこの手帖』（四手井淑子共著 ナカニシヤ出版 1973年）全国書誌番号:69000680、NCID BN10147984。
- 『ヒノキ林 : その生態と天然更新』（共著 地球社 1974年）全国書誌番号:69002111、NCID BN01364620。
- 『きのこ風土記』（四手井淑子共著 毎日新聞社 1976年）全国書誌番号:69003740、NCID BN09291054。
- 『追われる「けもの」たち : 森林と保護・獣害の問題』（川村俊蔵共編 築地書館 1976年）全国書誌番号:69004116、NCID BN03363425。
- 『森林保護学』四手井綱英編著 朝倉書店 1976 全国書誌番号:69004895、NCID BN01364529。のち改訂版1987年 ISBN 4254470142
- 『落葉広葉樹図譜 : 冬の樹木学』斎藤新一郎共著 共立出版 1978年 全国書誌番号:79001409、NCID BN01361462。
- 『森林をみる心 : 「森林と文化」国際シンポジウムからの報告』（林知己夫共編 共立出版 1984年）ISBN 4320052781
- 『下鴨神社糺の森』（編著、ナカニシヤ出版、1993年）ISBN 4888482055
- 『循環共生社会と森林生態学』（四手井綱英[述] 循環共生社会システム研究所 2002年）ISBN 4902652005
- 『森の人 四手井綱英の九十年』（森まゆみ共著、晶文社、2001年1月）ISBN 4794964692
- 『四手井綱英が語る これからの日本の森林づくり』（ナカニシヤ出版、2009年9月）ISBN 978-4779503931

## 親族等
- 妻 - 四手井淑子、きのこ研究家・エッセイスト、妻との共著がある。
- 長兄 - 四手井綱正陸軍中将、1945年関東軍参謀副長への赴任途上、台北でインドの志士チャンドラ・ボースらと同乗した飛行機の事故のため殉職した。陸士27期。『戦争史概観』の著者。
- 次兄 - 四手井綱彦、物理学者で元京都大学教授、山岳家。
- 三好長慶の家臣で戦国武将の四手井家保の末裔に当たる。

## 逸話
- 朝日放送の探偵!ナイトスクープに、家族の依頼により、出演した（2006年8月4日放送 石田靖探偵「95歳の父が唄った謎の歌」）。

歌好きで幼い頃亡くなった、仲の良かった姉から教えてもらった歌の曲名について調べるよう、家族が依頼した。その歌は、西條八十作詞「夕顔」だった。

## 関連文献
- 森まゆみ『森の人 四手井綱英の九十年』晶文社、2001年。ISBN 4-7949-6469-2
- 只木良也「四手井綱英先生を偲んで」『日本生態学会誌』第60巻第2号、日本生態学会、2010年、153-155頁、doi:10.18960/seitai.60.2_153。